# Карталон Боетарх
Карталон Боетарх (пун. 𐤒𐤓‬𐤕‬𐤇‬𐤋‬𐤑; д/н —бл. 149 до н. е.) — політичний і військовий діяч Карфагену.

## Життєпис
Походження достеменно невідомо. Відповідно до Аппіана спільно з Гамількаром Самнітом очолював так звану «демократичну партію», що виступала за перенесення уваги з Риму до Нумідію, вбачаючи загрозу в нумідійському цареві Масиніссі I. Підкорення Нумідії на думку демократів зміцнило би становище Карфагену для нової боротьби з Римом.
Прізвисько Боетарх походило від титулу, що ймовірно позначав очільника допоміжних військ або виборного командувача. У 153 році до н. е. Карталон запропонував з огляду на відсутність Масинісси в Африці (той перебував у Іспанії), атакувати Нумідію. Противник цього Ганнібал Шпак втік до Нумідії. Втім 152 року до н. е. карфагенське військо на чолі з Гасдрубалом зазнало поразки у війні проти Масинісси I.
151 року до н. е. Карталон і Гамількар Самніт як очільники уряду заборонили Гулусі і Міціпсі, очільникам посольства від Масинісси, увійти до Карфагену. Цар нумідії розглядав це як початок підготовки до війни. З при воду цього звернувся до Риму.
Щоб уникнути війни з Римом, проримська партія домоглася арешту та страти Карталона і Гамількара, яка відбулася 150 або 149 року до н. е. Проте це незавадило Римській республіці почати третю війну проти Карфагену.